# U-334
Unterseeboot 334 foi um submarino alemão do Tipo VIIC, pertencente a Kriegsmarine que atuou durante a Segunda Guerra Mundial.

## Comandantes
| Comandante           | Data                                       |
| -------------------- | ------------------------------------------ |
| Kptlt. Hilmar Siemon | 9 de outubro de 1941 - 31 de março de 1943 |
| Oblt. Heinz Ehrich   | 1 de abril de 1943 - 14 de junho de 1943   |

## Subordinação
Durante o seu tempo de serviço, esteve subordinado às seguintes flotilhas:
| Período                                        | Flotilha                                   |
| ---------------------------------------------- | ------------------------------------------ |
| 9 de outubro de 1941 - 28 de fevereiro de 1942 | 8. Unterseebootsflottille (treinamento)    |
| 1 de março de 1942 - 30 de junho de 1942       | 3. Unterseebootsflottille (serviço ativo)  |
| 1 de julho de 1942 - 14 de junho de 1943       | 11. Unterseebootsflottille (serviço ativo) |

## Operações conjuntas de ataque
O U-334 participou das seguinte operações de ataque combinado durante a sua carreira:
- Rudeltaktik Naseweis (31 de março de 1942 - 10 de abril de 1942)
- Rudeltaktik Bums (10 de abril de 1942 - 12 de abril de 1942)
- Rudeltaktik Eisteufel (21 de junho de 1942 - 5 de julho de 1942)